# 프랑크 아추
에뎀 콤랑 프랑크 아추(프랑스어: Edem Komlan Franck Atsou, 1978년 8월 1일 ~ )는 주로 수비수로 활약한 토고의 전 축구 선수로, 페르시안 걸프 프로리그의 에스테글랄 아바즈에서 마지막으로 뛰었다.
토고 국가대표팀 선수로서 2000년 아프리카 네이션스컵과 2006년 FIFA 월드컵에 참가했다.

## 구단 경력
아추는 1995년 고국 토고의 에투알 필랑트 뒤 로메에서 프로 선수로 데뷔했다. 이후 1999년에는 가나의 명문 구단 아산테 코토코로 이적하여 한 시즌 동안 27경기에 출전해 6골을 기록했다.
2002년에는 코트디부아르의 아프리카 스포르에 입단해 25경기에서 4골을 넣었고, 2003년부터는 사우디아라비아의 알힐랄에서 활약했다. 이후 2004년 벨기에의 K. 베를링언-호이스든-졸더로 이적해 잠시 유럽 무대를 경험한 뒤, 2005년 다시 알힐랄로 복귀해 두 번째 시즌을 보냈다.
2006년, 아추는 이란으로 무대를 옮겨 아부모슬렘에 입단하였으며, 두 시즌 동안 43경기에 출전해 2골을 기록했다. 이어서 페르세폴리스와 에스테글랄 아바즈에서 활약하며 페르시안 걸프 프로리그에서 선수 생활을 이어갔다.

## 국가대표팀 경력
아추는 1996년 11월 3일, 가봉과의 친선 경기를 통해 토고 국가대표팀에 데뷔했다. 이후 2010년까지 14년 동안 국가대표팀의 핵심 수비수로 활약하며, A매치 46경기에 출전해 1골을 기록했다.
그는 1998년, 2000년, 2002년, 2006년 아프리카 네이션스컵 본선에 참가했으며, 독일에서 열린 2006년 FIFA 월드컵에 토고 국가대표팀 최종 명단으로 선발되었다. 다만, 본선 경기에는 출전하지 않았다.